# Saint-Seurin-de-Prats
Saint-Seurin-de-Prats là một xã, nằm ở tỉnh Dordogne vùng Aquitaine của Pháp. Xã này có diện tích 5,56 kilômét vuông, dân số năm 2006 là 494 người. Xã nằm ở khu vực có độ cao trung bình 12 m trên mực nước biển.

## Thông tin nhân khẩu
| Năm    | 1962 | 1968 | 1975 | 1982 | 1990 | 1999 | 2006 |
| ------ | ---- | ---- | ---- | ---- | ---- | ---- | ---- |
| Dân số | 514  | 461  | 451  | 476  | 491  | 488  | 494  |